# NGC 2556
NGC 2556 (również PGC 23325) – galaktyka soczewkowata (S0), znajdująca się w gwiazdozbiorze Raka. Odkrył ją Albert Marth 17 lutego 1865 roku.